# G4 (chaîne de télévision)
Pour les articles homonymes, voir G4.
G4 était une chaîne de télévision américaine appartenant à NBCUniversal, créée le 24 avril 2002. Le contenu principal de la chaîne se concentrait sur les jeux vidéo bien qu'il y ait eu une diversification au fil des années.
Il existe une déclinaison canadienne nommée G4 Canada.

## Histoire

### G4techTV (2004 - 2005)
En 2004, Comcast, propriétaire de G4, fait l'acquisition de la chaîne spécialisée américaine TechTV et la fusionne avec G4 pour créer G4techTV.

### G4 (2005 - 2014)
Au mois de décembre 2012, NBCUniversal négocie une affiliation avec Hearst Corporation, propriétaire du magazine Esquire, afin de renommer G4 pour Esquire Network qui s'adresse à une audience métrosexuelle avec une programmation sur les voyages, la bouffe, la mode, et de la programmation non sportive s'adressant aux hommes, ainsi que de la programmation de contenu acquis et d'archives de NBCU dont Party Down, Parks and Recreation, et une diffusion décalée d'une semaine du talk-show Late Night with Jimmy Fallon. Le changement était prévu pour le 22 avril 2013, mais a été reporté pour l'été 2013, puis pour le 23 septembre 2013. Par contre, le 9 septembre, NBCU décide de renommer la chaîne Style Network pour Esquire, laissant G4 intact et sans avoir l'intention de produire du contenu original.
Pendant ce temps, plusieurs câblodistributeurs ont retiré la chaîne après expiration de leur contrat respectif. La chaîne a mis fin à ses activités le 31 décembre 2014.

### Relancement (2021)
Lors de l'édition de 2020 du Comic-Con (Comic-Con @ Home), la chaine Youtube officielle de G4TV a posté une vidéo annonçant le retour de la chaine, sans préciser sous quelle forme cependant. Mais récemment, il parait que celui-ci retournera sous forme de site web et de bloc pour Syfy

## Liste des émissions originales
- Attack of the Show!
- Cheat!
- Filter
- G4tv.com
- Icons
- The Screen Savers *
- X-Play *

Légende : * = Émissions originellement produites par la chaîne TechTV.